# Quartier des Charpentiers
Le quartier des Charpentiers,(en russe : Плотницкий конец, Plotniki Konets, abrégé en russe en Plotniki, litt. « Charpentiers ») est un quartier historique de Veliki Novgorod, situé sur la rive du Commerce (rive droite) de la rivière Volkhov. Le quartier Slavno se situe au sud de celui-ci.

## Histoire
Le quartier des Charpentiers s'est séparée au XIIe siècle du quartier Slavno. 
Comme dans d'autres quartiers de la ville, les problèmes socialement importants étaient résolus par les citadins à la vétché, mais on ne sait rien de l'endroit où se situait la vétché du quartier.

## Architecture
- Église Saints-Boris-et-Gleb-des-Plotnikis
- Église Fiodor-Stratilate-sur-la-rivière